# Cowden (Illinois)
Cowden – wieś w Stanach Zjednoczonych, w stanie Illinois, w hrabstwie Shelby.